# Steve Helstrip
Steve Helstrip, angleški trance producent in DJ. 
Najbolj je poznan pod umetniškim imenom The Thrillseekers in je v ospredju trance-a vse od leta 1998. Je ustanovitelj glasbene založbe Adjusted Music. Izdaja trance kompilacije z imenom Nightmusic.

## Diskografija

### Singli
kot The Thrillseekers:
- 1999 'Synaesthesia' [Neo]
- 1999 'Castaway' [Neo]
- 1999 '36 weeks' [Neo]
- 2002 'Dreaming of You' [MOS]
- 2002 'Escape' [Adjusted]
- 2004 'NewLife' [Adjusted]
- 2004 'Synaesthesia 2004' [Adjusted]
- 2005 'By Your Side' [Adjusted]
- 2005 'Sublime' [Tsunami] skupaj s Ferryem Corstenom
- 2007 'Waiting Here For You' [Adjusted]
- 2008 'The Last Time' [Adjusted]

kot Rapid Eye (skupaj z Timom Starkom):
- 'Absolut' [ATCR]
- 'Santa Cruz' [ATCR]
- 'Stealing Beauty' [ATCR]
- 'Circa Forever' [ATCR]
- 'Never Going Back' [ATCR]
- 'Alderaan' [ATCR]
- 'Heights' [ATCR]

kot Insigma (skupaj z Andyem Perringom):
- 'Insigma' [ATCR]
- 'Open our Eyes' [ATCR]
- 'Avalon' [ATCR]

kot En-Motion:
- 'Getting Away With It' [Incentive]
- 'Truth' [IDJ]

kot Hydra:
- 'Affinity' [Discover]